# 馭謨郡
- 令制国一覧 > 西海道 > 大隅国 > 馭謨郡
- 日本 > 九州地方 > 鹿児島県 > 馭謨郡

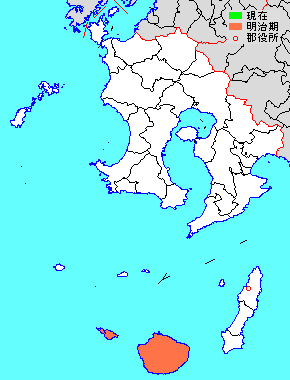
鹿児島県馭謨郡の位置

馭謨郡（ごむぐん）は、かつて鹿児島県（大隅国）に存在した郡。

## 郡域
1879年（明治12年）に行政区画として発足した当時の郡域は、現在の屋久島町の全域にあたる。

## 歴史

### 古代
かつては多禰国に属していた。824年に多禰国が大隅国に編入された際に郡も再編され、益救郡が馭謨郡に編入されている。

### 近世以降の沿革

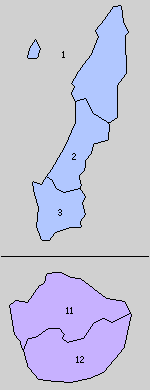
11.上屋久村 12.下屋久村（紫：屋久島町 1 - 3は熊毛郡 上屋久村所属の口之永良部島は省略）

- 明治初年時点では全域が薩摩鹿児島藩領であった。「旧高旧領取調帳」に記載されている、当時の村は以下の通り。（18村）

宮之浦村、楠川村、船行村、安房村、麦生村、原村、尾間村、小島村、平内村、湯泊村、中間村、栗生村、永田村、吉田村、一湊村、志戸子村、小瀬田村、口之永良部島村
- 明治4年7月14日（1871年8月29日） - 廃藩置県により鹿児島県の管轄となる。
- 明治12年（1879年）2月17日 - 郡区町村編制法の鹿児島県での施行により、行政区画としての馭謨郡が発足。「鹿児島郡役所」が鹿児島城下山之口馬場町に設置され、鹿児島郡・谿山郡・熊毛郡とともに管轄。
- 明治18年（1885年）
  - 10月20日 - 大島郡・熊毛郡および川辺郡の一部（上三島・トカラ列島）とともに金久支庁（後に大島島庁）の管轄となる。
  - 12月8日 - 熊毛郡および川辺十島の一部（上三島）とともに金久支庁種子島出張所の管轄となる。
- 明治22年（1889年）
  - 4月1日 - 町村制の施行により、以下の各村が発足。全域が現・屋久島町。（2村）
    - 上屋久村 ← 宮之浦村、楠川村、小瀬田村、吉田村、一湊村、志戸子村、永田村、口之永良部島村
    - 下屋久村 ← 安房村、船行村、麦生村、原村、尾間村、小島村、平内村、湯泊村、中間村、栗生村

  - 「種子島郡役所（後に熊毛郡役所）」が熊毛郡北種子村に設置され、同郡とともに管轄。
- 明治29年（1896年）4月1日 - 郡制の施行のため、「熊毛郡役所」の管轄区域をもって、改めて熊毛郡が発足。同日馭謨郡廃止。

### 変遷表
| 明治22年4月1日 | 明治22年 - 明治45年   | 大正元年 - 大正15年 | 昭和元年 - 昭和64年            | 平成元年 - 現在          | 現在     |
| -------------- | --------------------- | ------------------- | ------------------------------ | ------------------------ | -------- |
| 上屋久村       | 明治29年4月1日 熊毛郡 | 上屋久村            | 昭和33年4月1日 町制 上屋久町   | 平成19年10月1日 屋久島町 | 屋久島町 |
| 下屋久村       | 明治29年4月1日 熊毛郡 | 下屋久村            | 昭和34年4月1日 町制改称 屋久町 | 平成19年10月1日 屋久島町 | 屋久島町 |